# Ola John
Ola John (Zwedru, 19 maggio 1992) è un calciatore liberiano naturalizzato olandese, attaccante svincolato.

## Biografia
All'età di due anni è fuggito dalla Liberia per rifugiarsi nei Paesi Bassi in compagnia dei suoi fratelli e di sua madre, mentre il padre fu ucciso durante la sanguinosa Seconda guerra civile liberiana. Nel 2002, dopo aver trascorso quattro stagioni nelle giovanili del DES Nijverdal, lui e suoi fratelli Collins e Paddy vengono acquistati dal Football Club Twente.

## Caratteristiche tecniche
Nonostante sia in possesso di un fisico importante, riesce a saltare facilmente il suo diretto avversario grazie alla velocità.
Nel 2012 è stato inserito nella lista dei migliori calciatori nati dopo il 1991 stilata da Don Balón.

## Carriera

### Club

#### L'esordio con il Twente
Dopo aver attraversato tutte le categorie giovanili della squadra, diventa capocannoniere del campionato primavera olandese nella stagione 2008-2009 con venti gol, precedendo Luc Castaignos. Nello stesso anno si è classificato secondo nella lista per il miglior giovane calciatore olandese, dietro a Rangelo Janga. Sempre nello stesso anno, esattamente il 17 agosto, rinnova per altri due anni il suo contratto con i Tukkers.
Compie il suo debutto in prima squadra il 22 settembre 2010 durante il match contro il VVV-Venlo subentrando a Nacer Chadli. Dopo aver giocato alcune partite, la società gli fa firmare il prolungamento di contratto con scadenza nel 2014. Nel frattempo continua a giocare in prima squadra e così, il 13 marzo 2011, segna la sua prima rete con la squadra olandese. In totale nella sua prima stagione ha giocato diciannove partite ufficiali.
Nella stagione 2011-2012 conquista la fiducia dell'allenatore della squadra Co Adriaanse grazie alle partite giocate da titolare per rimediare all'infortunio di Nacer Chadli. Il 2 ottobre ha segnato la sua prima rete ufficiale in stagione contro l'Excelsior. Segna il suo primo gol in Europa League il 16 febbraio contro la Steaua Bucarest (0-1), gara valida per i sedicesimi.
Conclude la stagione con 49 presenze e 9 gol totali.
In totale con la maglia del Twente ha giocato 73 partite esegnato 10 gol.

#### Gli anni in giro per l’Europa e il ritorno in patria
Il 24 maggio 2012 passa al Benfica per 9 milioni di euro; nell'accordo fissato è presente anche la clausola rescissoria di 45 milioni di euro. Con il club portoghese gioca ben poco trascorrendo diverso tempo in prestito tra Amburgo, Reading, Wolverhampton e Deportivo La Coruña.
Nell’estate del 2018 firma per il Vitoria Guimaraes, sempre in Portogallo, dove ritrova continuità.
Due anni dopo fa ritorno in patria firmando per l’RKC Waalwijk.

### Nazionale
Ha esordito con la maglia dell'Under-17, a diciassette anni, nel match disputatosi contro la Svezia Under-17 segnando anche la sua prima rete in Nazionale nella stessa occasione. In seguito, è stato convocato per partecipare alla Coppa del Mondo del 2009.
Il 2 ottobre 2010 debutta con l'Under-19 nel match contro la Germania Under-19 conclusosi con il risultato di parità (2 a 2).
Nel mese di agosto del 2011 passa nell'Under-21 e debutta per la prima volta, durante un'amichevole disputatasi contro la Bulgaria Under-21, sostituendo l'infortunato Steven Berghuis. Segna la sua prima rete nel match contro la Bulgaria Under-21.

## Statistiche

### Presenze e reti nei club
| Stagione                 | Squadra                  | Campionato               | Campionato | Campionato | Coppe nazionali | Coppe nazionali | Coppe nazionali | Coppe continentali | Coppe continentali | Coppe continentali | Altre coppe | Altre coppe | Altre coppe | Totale | Totale |
| Stagione                 | Squadra                  | Comp                     | Pres       | Reti       | Comp            | Pres            | Reti            | Comp               | Pres               | Reti               | Comp        | Pres        | Reti        | Pres   | Reti   |
| ------------------------ | ------------------------ | ------------------------ | ---------- | ---------- | --------------- | --------------- | --------------- | ------------------ | ------------------ | ------------------ | ----------- | ----------- | ----------- | ------ | ------ |
| 2010-2011                | Twente                   | ED                       | 13         | 1          | CO              | 3               | 0               | CL+UEL             | 0+3                | 0+0                | -           | -           | -           | 19     | 1      |
| 2011-2012                | Twente                   | ED                       | 33         | 8          | CO              | 2               | 0               | CL+UEL             | 4+10               | 0+1                | SO          | 1           | 0           | 50     | 9      |
| Totale Twente            | Totale Twente            | Totale Twente            | 46         | 9          |                 | 5               | 0               |                    | 4+13               | 0+1                |             | 1           | 0           | 69     | 10     |
| 2012-2013                | Benfica                  | PL                       | 22         | 0          | CP              | 4               | 2               | UCL+UEL            | 4+8                | 1+1                | AC          | 4           | 0           | 42     | 4      |
| 2013-2014                | Benfica                  | PL                       | 5          | 0          | CP              | 1               | 1               | UCL                | 2                  | 0                  | AC          | 1           | 0           | 9      | 1      |
| gen.-giu. 2014           | Amburgo                  | BL                       | 8          | 0          | CG              | 1               | 0               | -                  | -                  | -                  | -           | -           | -           | 9      | 0      |
| 2014-2015                | Benfica                  | PL                       | 26         | 3          | CP              | 3               | 0               | UCL                | 2                  | 0                  | AC+SP       | 4+1         | 1+0         | 36     | 4      |
| ago. 2015                | Benfica                  | PL                       | 2          | 0          | CP              | 0               | 0               | -                  | -                  | -                  | SP          | 1           | 0           | 3      | 0      |
| Totale Benfica           | Totale Benfica           | Totale Benfica           | 55         | 3          |                 | 8               | 3               |                    | 8+8                | 1+1                |             | 10+1        | 1           | 90     | 9      |
| 2015-2016                | Reading                  | FLC                      | 28         | 4          | FACup+CdL       | 4+1             | 0+0             | -                  | -                  | -                  | -           | -           | -           | 33     | 4      |
| 2016-2017                | Wolverhampton            | FLC                      | 2          | 0          | FACup+CdL       | 0+1             | 0+0             | -                  | -                  | -                  | -           | -           | -           | 3      | 0      |
| gen.-giu. 2017           | Deportivo                | PD                       | 11         | 0          | CR              | 0               | 0               | -                  | -                  | -                  | -           | -           | -           | 11     | 0      |
| 2017-2018                | Benfica B                | SL                       | 1          | 1          | CP              | 0               | 0               | -                  | -                  | -                  | -           | -           | -           | 1      | 1      |
| 2018-2019                | Vitória Guimarães        | PL                       | 26         | 1          | CP              | 1               | 0               | -                  | -                  | -                  | -           | -           | -           | 27     | 1      |
| 2019-2020                | Vitória Guimarães        | PL                       | 16         | 0          | TP+CdL          | 0+1             | 0+0             | -                  | -                  | -                  | -           | -           | -           | 17     | 0      |
| Totale Vitoria Guimaraes | Totale Vitoria Guimaraes | Totale Vitoria Guimaraes | 42         | 1          |                 | 2               | 0               |                    | -                  | -                  |             | -           | -           | 44     | 1      |
| 2020-2021                | RKC Waalwijk             | E                        | 23         | 2          | CO              | 1               | 0               | -                  | -                  | -                  | -           | -           | -           | 24     | 2      |
| 2021-2022                | Al-Hazm                  | SPL                      | 15         | 5          | KCC             | 1               | 0               | -                  | -                  | -                  | -           | -           | -           | 16     | 5      |
| Totale carriera          | Totale carriera          | Totale carriera          | 231        | 25         |                 | 24              | 3               |                    | 33                 | 3                  |             | 13          | 1           | 301    | 32     |

### Cronologia presenze e reti in nazionale
| Cronologia completa delle presenze e delle reti in nazionale ― Paesi Bassi | Cronologia completa delle presenze e delle reti in nazionale ― Paesi Bassi | Cronologia completa delle presenze e delle reti in nazionale ― Paesi Bassi | Cronologia completa delle presenze e delle reti in nazionale ― Paesi Bassi | Cronologia completa delle presenze e delle reti in nazionale ― Paesi Bassi | Cronologia completa delle presenze e delle reti in nazionale ― Paesi Bassi | Cronologia completa delle presenze e delle reti in nazionale ― Paesi Bassi | Cronologia completa delle presenze e delle reti in nazionale ― Paesi Bassi |
| Data                                                                       | Città                                                                      | In casa                                                                    | Risultato                                                                  | Ospiti                                                                     | Competizione                                                               | Reti                                                                       | Note                                                                       |
| -------------------------------------------------------------------------- | -------------------------------------------------------------------------- | -------------------------------------------------------------------------- | -------------------------------------------------------------------------- | -------------------------------------------------------------------------- | -------------------------------------------------------------------------- | -------------------------------------------------------------------------- | -------------------------------------------------------------------------- |
| 6-2-2013                                                                   | Amsterdam                                                                  | Paesi Bassi                                                                | 1 – 1                                                                      | Italia                                                                     | Amichevole                                                                 | -                                                                          | 60’                                                                        |
| Totale                                                                     |                                                                            | Presenze                                                                   | 1                                                                          |                                                                            | Reti                                                                       | 0                                                                          |                                                                            |

## Palmarès

### Club

#### Competizioni nazionali
- Supercoppa dei Paesi Bassi: 2

Twente: 2010, 2011
- Coppa dei Paesi Bassi: 1

Twente: 2010-2011
- Supercoppa di Portogallo: 1

Benfica: 2014
- Coppa di Lega portoghese: 1

Benfica: 2014-2015
- Campionato portoghese: 1

Benfica: 2014-2015